# اقادا
اقادا (به انگلیسی: Aghada) یک منطقهٔ مسکونی در ایرلند است که در شهرستان کورک واقع شده‌است.